# Abengourou
Abengourou – miasto we wschodniej części Wybrzeża Kości Słoniowej; ośrodek administracyjny dystryktu Comoé i regionu Indénié-Djuablin; 136 tys. mieszkańców (2014); ośrodek usługowy regionu rolniczego (uprawa kukurydzy, manioku, jamsu, kawowca, kakaowca) i wyrębu drewna; węzeł drogowy; lotnisko.
W mieście znajduje się rezydencja króla Indénié (królestwa ludu Anyi, które zostało założone w poł. XVIII w.). Oficjalną rezydencję króla zbudowano w 1882 i jest przyozdobiona relikwiami Indénié i gobelinami.
Znajduje się tu również stacja badawcza jakości kawy i kakao, które są głównymi uprawami w regionie i są eksportowane do Abidżanu.
Abengourou jest też siedzibą biskupstwa rzymskokatolickiego (zał. 1963).